# Новакі (Вармінсько-Мазурське воєводство)
Новакі (пол. Nowaki, нім. Nowaken) — село в Польщі, у гміні Простки Елцького повіту Вармінсько-Мазурського воєводства.
Населення — 32 особи (2011).
У 1975-1998 роках село належало до Сувальського воєводства.

## Демографія
Демографічна структура станом на 31 березня 2011 року:
|          | Загалом | Допрацездатний вік | Працездатний вік | Постпрацездатний вік |
| -------- | ------- | ------------------ | ---------------- | -------------------- |
| Чоловіки | 15      | 1                  | 14               | 0                    |
| Жінки    | 17      | 4                  | 12               | 1                    |
| Разом    | 32      | 5                  | 26               | 1                    |